# Copiapoa marginata
Copiapoa marginata ist eine Pflanzenart aus der Gattung Copiapoa in der Familie der Kakteengewächse (Cactaceae). Das Artepitheton marginata stammt aus dem Lateinischen und bedeutet ‚ausgerandet‘.

## Beschreibung
Copiapoa marginata wächst einzeln oder auch häufig Gruppen bildend mit kurzen, holzigen Pfahlwurzeln. Die grasgrünen Triebe sind zylindrisch geformt und häufig auch etwas verjüngt zur Spitze hin. Sie werden 20 bis 50 Zentimeter lang und 7 bis 10 Zentimeter im Durchmesser groß. Die 10 bis 14 Rippen sind breit, stumpf und kaum gehöckert. Die Areolen stehen sehr eng bis zusammenfließend. Die Dornen sind schwarz im Alter auch vergrauend. Es sind ein bis drei Mitteldornen von 2,5 bis 4 Zentimeter Länge und fünf bis zehn Randdornen von 1 bis zu 1,5 Zentimeter Länge vorhanden.
Die Blüten sind hellgelb. Sie duften und sind 2,5 bis 3,5 Zentimeter lang. Die runden Früchte sind grün oder auch rötlich und messen bis zu ein Zentimeter im Durchmesser.

## Verbreitung, Systematik und Gefährdung
Copiapoa marginata ist in Chile in der Region Atacama südlich von Chaldera nordwärts bis gerade nördlich von Chañaral verbreitet.
Die Erstbeschreibung erfolgte 1845 als Echinocactus marginatus durch Joseph zu Salm-Reifferscheidt-Dyck. Nathaniel Lord Britton und Joseph Nelson Rose stellten die Art 1922 zu der von ihnen aufgestellten Gattung Copiapoa.
Es werden folgende Unterarten unterschieden:
- Copiapoa marginata subsp. marginata
- Copiapoa marginata subsp. robustispina Doweld

In der Roten Liste gefährdeter Arten der IUCN wird die Art als „Near Threatened (NT)“, d. h. als gering gefährdet geführt.

## Nachweise